# پل ویکسی
پل ویکسی (به انگلیسی: Paul Vixie) یکی از پیشگامان اینترنت، نویسنده چند آراف‌سی و همچنین یک برنامه‌نویس شناخته شده یونیکس است. او در سال ۲۰۱۱ مدرک دکتری خود را در رشته علوم رایانه از دانشگاه کیئو دریافت کرده است. ویکسی نویسنده چند برنامه استاندارد یونیکس از جمله SENDS, proxynet, rtty و ویکسی کرون است. در سال ۱۹۹۴، بعد از اینکه او شرکت دک (به انگلیسی: DEC) را ترک کرد، به همراه ریک آدامز و کارل مالامود کنسرسیوم سیستم‌های اینترنتی را برای پشتیبانی از بایند و دیگر برنامه‌های اینترنتی بنیان نهاد.